# Georges Duffuler
Georges Duffuler (* 13. Oktober 1925 in Dunkerque; † 19. September 2007 ebenda) war ein französischer Fußballtorwart.

## Karriere
Duffuler spielte als Jugendlicher während des Zweiten Weltkriegs für den SC Fives und anschließend für Vereine aus Coudekerque und Beaune. Er erlernte den Beruf des Glasers und war in Rosendaël bei Dunkerque als solcher tätig, bis er 1947 vom Zweitligisten RC Lens unter Vertrag genommen wurde und damit den Sprung in den bezahlten Fußball schaffte. Trotz seiner für die Position des Torwarts geringen Größe von 170 Zentimetern avancierte er bei dem nordfranzösischen Klub direkt zum Stammspieler. Gleich in seinem ersten Profijahr gelang ihm am Ende der Spielzeit 1947/48 der Einzug ins nationale Pokalfinale, das jedoch mit 2:3 gegen den OSC Lille verloren ging; ein Jahr darauf erreichte der Spieler mit dem Gewinn der Zweitligameisterschaft seinen ersten Titel auf nationaler Ebene, der zugleich den Aufstieg in die Erstklassigkeit mit sich brachte.
Am 21. August 1949 debütierte er bei einem 2:1-Erfolg gegen den OGC Nizza in der obersten französischen Spielklasse und  stand im Verlauf der Saison 1949/50 bei jeder Partie auf dem Platz. Sowohl in dieser als auch in den nachfolgenden Spielzeiten gelang Duffuler mit der Mannschaft jeweils der Klassenerhalt, wobei sich Lens zunehmend etablieren konnte. Nachdem er in der Spielzeit 1953/54 zwischenzeitlich um die Rolle des ersten Torwarts kämpfen musste, war er danach wieder unangefochten und gehörte einem Team an, das 1955 mit dem dritten Rang unter den Spitzenmannschaften platziert war. Wenig später wurde er erneut zeitweise verdrängt, schaffte aber wieder die Rückkehr und gehörte sowohl 1956 als auch 1957 als Tabellenzweiter der Vizemeistermannschaft an. 
Trotz der Erfolge kehrte Duffuler Lens im Jahr 1957 den Rücken und unterschrieb beim Liga- und Lokalrivalen OSC Lille. Bei Lille stand er regelmäßig zwischen den Pfosten, auch wenn er nicht unangefochten war; 1959 musste er den Abstieg des Klubs in die zweite Liga hinnehmen. Im Anschluss daran beendete er mit 33 Jahren nach 302 Erstligapartien und 21 Zweitligapartien seine Profilaufbahn. Bis 1964 hütete er das Tor eines Amateurvereins; die letzte Phase seines Lebens verbrachte der neunfache Familienvater in seiner Heimatstadt Dunkerque, wo er 2007 starb.

## Nationalmannschaft
Im Jahr 1949 debütierte der Torhüter im Rahmen einer Partie gegen Luxemburg für die französische B-Nationalelf. Ein Spiel für die französische A-Mannschaft blieb ihm jedoch verwehrt, da er zwar mehrere Einladungen erhalten hatte, die Reisen aber wegen Flugangst nicht antreten konnte.